# Martín Lasarte Topolansky
Martín Lasarte Topolansky, S.D.B. (Montevidéu, 12 de outubro de 1962) é um prelado salesiano uruguaio da Igreja Católica com atuação em Angola, atual bispo de Luena.

## Biografia
Entrou para o noviciado salesiano de Montevidéu–Manga em 1 de fevereiro de 1981, professando os primeiros votos religiosos em 31 de janeiro de 1982 e os votos perpétuos em 31 de janeiro de 1986. Residiu na comunidade de Montevidéu-Talleres Don Bosco, de 1985 a 1986 e em Montevidéu–Teologado, de 1986 a 1988, antes de se mudar para São Paulo e, mais tarde, para a comunidade Roma-Gerini, onde permaneceu até o dia 3 de agosto de 1990, quando foi transferido para Luena, em Angola. Foi ordenado sacerdote em 17 de agosto de 1991, em Montevidéu. Fez especialização em Sagrada Escritura no Pontifício Instituto Bíblico de Roma, entre 1991 a 1995.
De volta a Angola, foi formador no Seminário salesiano e professor no Seminário Maior de Luanda entre 1995 e 2001, quando tornou-se pároco de São Pedro e São Paulo em Luena e conselheiro da Vice-Província "Mamã Muxima" de Angola, cargos que exerceu até 2008. Depois, entre 2009 e 2015, foi delegado para a pastoral juvenil dos Salesianos em Angola, professor do Seminário Maior de Luanda, da Universidade Católica de Angola e do Instituto Superior Dom Bosco, em Luanda, e diretor do Departamento da Universidade Católica de Angola; foi também Vigário da Visitadoria "Mamã Muxima" de Angola entre 2013 e 2015, ano em que se tornou colaborador do Dicastério para as Missões da Cúria Geral dos Salesianos de Dom Bosco, cargo exercido até 2020.
Em 19 de dezembro de 2019, o padre Ángel Fernández Artime, Reitor-mor, o nomeou como superior da Visitadoria de Angola para o sexênio 2020-2026. Devido à Pandemia de COVID-19, assumiu o cargo apenas em 21 de outubro de 2020, sucedendo ao padre Victor Luiz Gutierrez Sequeira.
No dia 1 de julho de 2023, o Papa Francisco o nomeou como bispo de Luena. Recebeu a ordenação episcopal em 3 de setembro, no Ginásio de Luena, de José Manuel Imbamba, arcebispo de Saurimo, coadjuvado por Estanislau Marques Chindecasse, S.V.D., bispo de Dundo e Gaston Kashala Ruwezi, S.D.B., bispo de Sakania-Kipushi.